# AS-103

كانت البعثة أي-103 بالإنجليزية A-103 أو بيجاسوس 1  (Pegasus 1) هي أول إطلاق لقمر صناعي يسمي بيجاسوس تقوم به ناسا في إطار برنامج أبولو . قام بتلك العملية صاروخ من نوع ساتورن 1 ذو مرحلتين حاملا مركبة فضاء أبولو شكلية . وهذه الرحلة هي الأولى من بين ثلاثة بعثات ترسل فيها ناسا أقمارا صناعية من نوع بيجاسوس.
تم الإقلاع يوم 16 فبراير 1965. وتبعه إرسال بيجاسوس 2 على متن أي-104 يوم 25 مايو 1965 و بيجاسوس 3  على متن أي-105 في 30 يوليو 1965.

## الغرض
الغرض من أرسال القمر الصناعي بيحاسوس 2 إلى الفضاء هو جمع معلومات عن معدل اصطدام شهب صغيرة ميكرونية تبلغ كتلتها بين 1E-7 و 1E-4 جرام (أي 0001و0 جرام ) في الفضاء القريب من الأرض . وتفيد تلك المعلومات عن مدى تعرض رواد الفضاء مستقبلا لتلك الاصطدامات . كما تبغي ناسا في نفس الوقت اختبار نظام توجيه الصاروخ وكيفية مفاعلته مع الإشارات التي ترسل إليه من الأرض. كذلك اختبار مركبة الفضاء أبولو والصاروخ ساتورن 1 . وأخيرا اختبار نظام الإنقاذ.

## اقرأ أيضا
- أبولو 8
- أبولو 10
- أبولو 11
- نيل أرمسترونج
- قائمة بعثات أبولو